# Recared II
Recared II fou rei dels visigots que succeí el seu pare Sisebut el 621, amb pocs anys. La seva mort oportuna, potser provocada, al cap de pocs dies o setmanes de regnat, va permetre l'arribada al tron de Suintila, destacat noble de la mateixa facció i vencedor el 612 dels roccons (roncons) i destacat en la guerra contra els bizantins del 614-615.
Segons Isidor de Sevilla va morir de mort natural als pocs dies i segons un anònim continuador de la seva Crònica, va morir de mort natural als tres mesos, però independentment del temps, el fet cert és que la seva mort va ser massa oportuna per no sospitar que va ser provocada.